# بولا (مدينة)
بولة أو (نقحرة: بولا) هي ميناء ومدينة كرواتية بمقاطعة إستريا تعرف بنشاطها الصناعي وتقع في أقصى جنوب شبه جزيرة استريا هي أكبر مدنها وعمرها يناهز الثلاثة آلاف سنة وتأسست على يد أقوام سكنوها يدعون شعب إليريا ثم اضمحلوا بعدما احتل الرومان مملكتهم سنة 178 قبل الميلاد ثم بعدها غزا أغسطس المدينة وقام بتدميرها، بنى فيها الرومان مدرج بولة وهو سادس أكبر مدرج في العالم ويكفي ل 22000 ألف شخص. كانت المدينة تابعة لإيطاليا وقت الحرب العالمية الأولى لكنها عادت لكرواتيا بعد الحرب العالمية الثانية. يبلغ عدد سكان المدينة 64,000 بينما تضاهي مساحتها 52 كم مربع.

## المناخ
يظهر الجدول التالي التغييرات المناخية على مدار السنة لبولا:
| البيانات المناخية لـبولا                 | البيانات المناخية لـبولا | البيانات المناخية لـبولا | البيانات المناخية لـبولا | البيانات المناخية لـبولا | البيانات المناخية لـبولا | البيانات المناخية لـبولا | البيانات المناخية لـبولا | البيانات المناخية لـبولا | البيانات المناخية لـبولا | البيانات المناخية لـبولا | البيانات المناخية لـبولا | البيانات المناخية لـبولا | البيانات المناخية لـبولا |
| الشهر                                    | يناير                    | فبراير                   | مارس                     | أبريل                    | مايو                     | يونيو                    | يوليو                    | أغسطس                    | سبتمبر                   | أكتوبر                   | نوفمبر                   | ديسمبر                   | المعدل السنوي            |
| ---------------------------------------- | ------------------------ | ------------------------ | ------------------------ | ------------------------ | ------------------------ | ------------------------ | ------------------------ | ------------------------ | ------------------------ | ------------------------ | ------------------------ | ------------------------ | ------------------------ |
| متوسط درجة الحرارة الكبرى °م (°ف)        | 10.0 (50.0)              | 10.0 (50.0)              | 13.0 (55.4)              | 16.0 (60.8)              | 21.0 (69.8)              | 25.0 (77.0)              | 28.0 (82.4)              | 28.0 (82.4)              | 24.0 (75.2)              | 20.0 (68.0)              | 14.0 (57.2)              | 10.0 (50.0)              | 18.3 (64.9)              |
| المتوسط اليومي °م (°ف)                   | 6 (43)                   | 6 (43)                   | 8.5 (47.3)               | 12 (54)                  | 16.5 (61.7)              | 20.5 (68.9)              | 23 (73)                  | 23 (73)                  | 19.5 (67.1)              | 16 (61)                  | 10.5 (50.9)              | 7 (45)                   | 14.0 (57.3)              |
| متوسط درجة الحرارة الصغرى °م (°ف)        | 2.0 (35.6)               | 2.0 (35.6)               | 4.0 (39.2)               | 8.0 (46.4)               | 12.0 (53.6)              | 16.0 (60.8)              | 18.0 (64.4)              | 18.0 (64.4)              | 15.0 (59.0)              | 12.0 (53.6)              | 7.0 (44.6)               | 4.0 (39.2)               | 9.8 (49.7)               |
| معدل هطول الأمطار مم (إنش)               | 78.0 (3.07)              | 64.0 (2.52)              | 65.0 (2.56)              | 70.0 (2.76)              | 56.0 (2.20)              | 53.0 (2.09)              | 48.0 (1.89)              | 75.0 (2.95)              | 85.0 (3.35)              | 85.0 (3.35)              | 80.0 (3.15)              | 112.0 (4.41)             | 871 (34.3)               |
| متوسط الأيام الممطرة                     | 12.0                     | 12.0                     | 12.0                     | 13.0                     | 13.0                     | 13.0                     | 10.0                     | 11.0                     | 11.0                     | 12.0                     | 13.0                     | 13.0                     | 145                      |
| ساعات سطوع الشمس اليومية                 | 3.0                      | 4.0                      | 5.0                      | 6.0                      | 8.0                      | 9.0                      | 10.0                     | 9.0                      | 7.0                      | 5.0                      | 3.0                      | 3.0                      | 6.0                      |
| نسبة وصول أشعة الشمس                     | 33                       | 40                       | 42                       | 43                       | 53                       | 56                       | 67                       | 64                       | 58                       | 45                       | 30                       | 33                       | 47                       |
| المصدر #1: EuroWeather                   |                          |                          |                          |                          |                          |                          |                          |                          |                          |                          |                          |                          |                          |
| المصدر #2: Weather Atlas (sunshine data) |                          |                          |                          |                          |                          |                          |                          |                          |                          |                          |                          |                          |                          |

## توأمة
لبولة (مدينة) اتفاقيات توأمة مع كل من:
- غراتس (7 نوفمبر 1972 - )[13]
- ترير (8 سبتمبر 1971 - )[14]
- إيمولا (8 يونيو 1973 - )[15]
- فيرونا (7 أبريل 1980 - )[16]
- Čabar [الإنجليزية]‏ (22 يوليو 1974 - )[17]
- كراني
- فاراجدين
- نوفوروسيسك
- هيكينان (5 أبريل 2007 - )[18]
- فيلفرانش دي روجر (6 مايو 2008 - )[19]
- سراييفو (21 سبتمبر 2012 - )[20]
- سيجد (2003 - )[21]
- بينيفنتو
- Veles Municipality [الإنجليزية]‏
- فيينا
- بيتش
- برنو
- أوجهورود

## انظر أيضًا

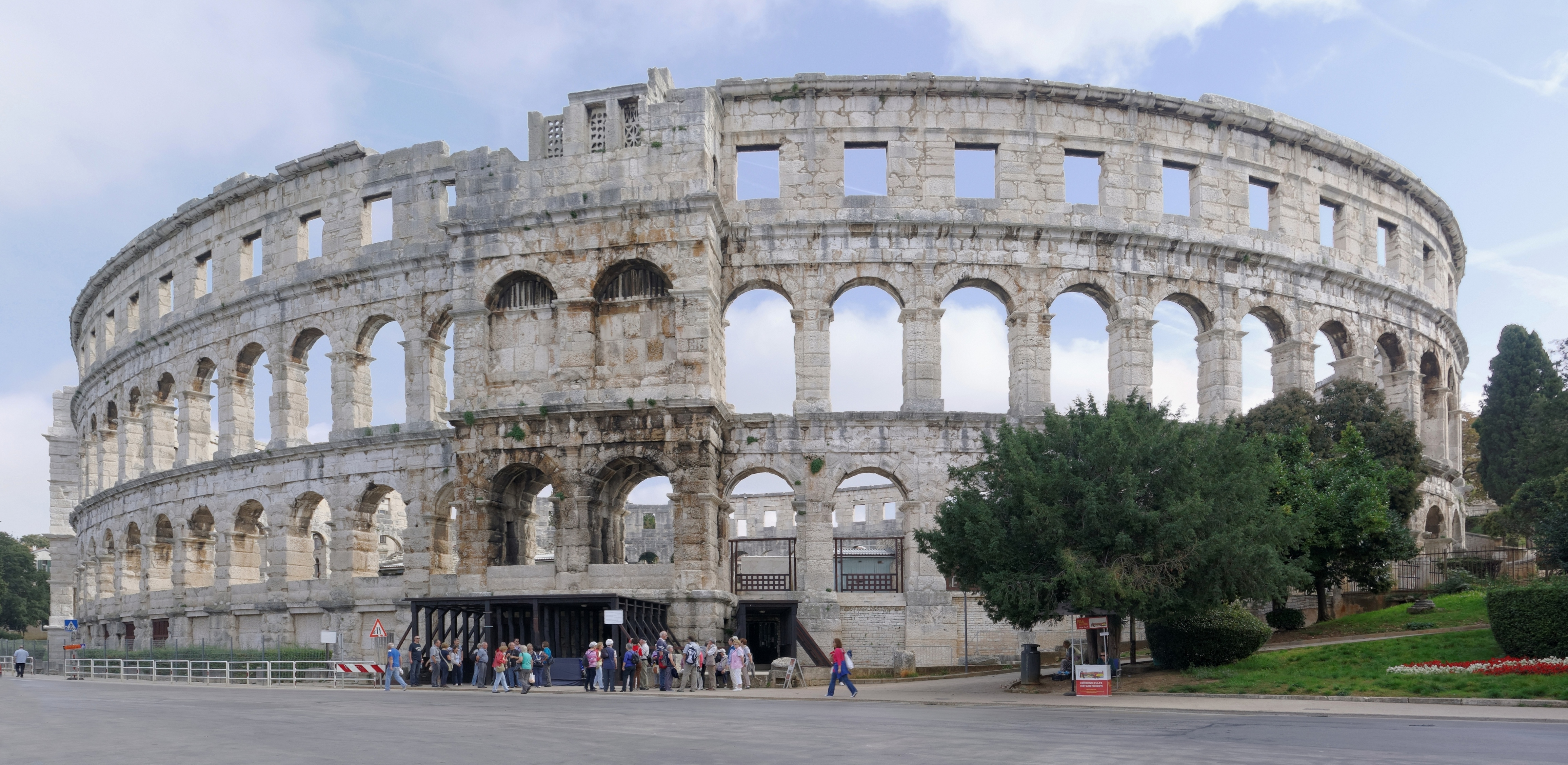
بولا ارينا.

## أعلام
- اليدا فالي
- ماتي بارلوف
- مومتشيلو تابافيكا
- كريسبوس
- لورا انطونيلي
- سيرجو إندريغو
- تيريزا مردجا